# ナゴルノ・カラバフ自治州
ナゴルノ・カラバフ自治州（ナゴルノ・カラバフじちしゅう、ロシア語: Нагорно-Карабахская автономная область, アルメニア語: Լեռնային Ղարաբաղի ինքնավար մարզ, アゼルバイジャン語: Дағлыг Гарабағ Мухтар Вилајәти）は、ソビエト連邦内アゼルバイジャン・ソビエト社会主義共和国のナゴルノ・カラバフに、1923年から1991年まで設置されていたアルメニア人のための民族自治州である。

アゼルバイジャン人（水色）とアルメニア人(黄緑色)の分布。アゼルバイジャン人は、ナゴルノ・カラバフの南にあるイラン北西部側に居住していることがわかる

古くからアゼルバイジャン人とアルメニア人の間で係争地となっていたナゴルノ・カラバフは、1920年代初頭にその一帯が共産化してからも、ボリシェヴィキの間で帰属先についての見解は分かれていた。やがて曲折の末にナゴルノ・カラバフはアゼルバイジャンへ帰属することとなり、それと引き換えに住人の大多数であるアルメニア人には自治権が与えられることとなった。こうして1923年にナゴルノ・カラバフ自治州は成立したが、その実態をめぐっては両民族の間でなおも論争がある。
やがて1980年代末のペレストロイカ時代になると、棚上げされていた帰属問題が再燃し、アルメニア人は自治州とアルメニアとの統合を求めて活動を開始した。しかし、これに反発するアゼルバイジャン人との衝突は遂に多数の死者を出すまでに発展し、ナゴルノ・カラバフ戦争へとつながっていった。そして、ソビエト連邦の崩壊に際して自治州のアルメニア人は「ナゴルノ・カラバフ共和国」を自称し、アゼルバイジャンから事実上独立するに至った。

## 歴史

### 背景
南カフカース南部に位置するカラバフは、古くからアゼルバイジャン人とアルメニア人による領土紛争の舞台となってきた。アルメニア人の側は、カラバフが古代アルメニア王国の時代から数千年に渡るアルメニア文化の中心地である、と主張する。一方アゼルバイジャン人の側は、自らがカフカース・アルバニア人の末裔であり、アルメニア人よりも古くにカフカース・アルバニア王国を形成していたカラバフ一帯の先住者である、と主張する。
カラバフのなかでも中部の山岳地帯（ナゴルノ・カラバフ）には特にアルメニア人が集中しており、1916年の時点でナゴルノ・カラバフのアルメニア人は総人口の約70パーセントまで達していた。しかし、アゼルバイジャン側によると、それは19世紀になってからアルメニア人が入植した結果に過ぎないという。やがてロシア帝国が崩壊し、両民族がアゼルバイジャン民主共和国とアルメニア共和国として独立してからも、カラバフは南西側のザンゲズルやナヒチェヴァンと併せ、両国の係争地となっていた。

### 成立史

#### アゼルバイジャンの共産化

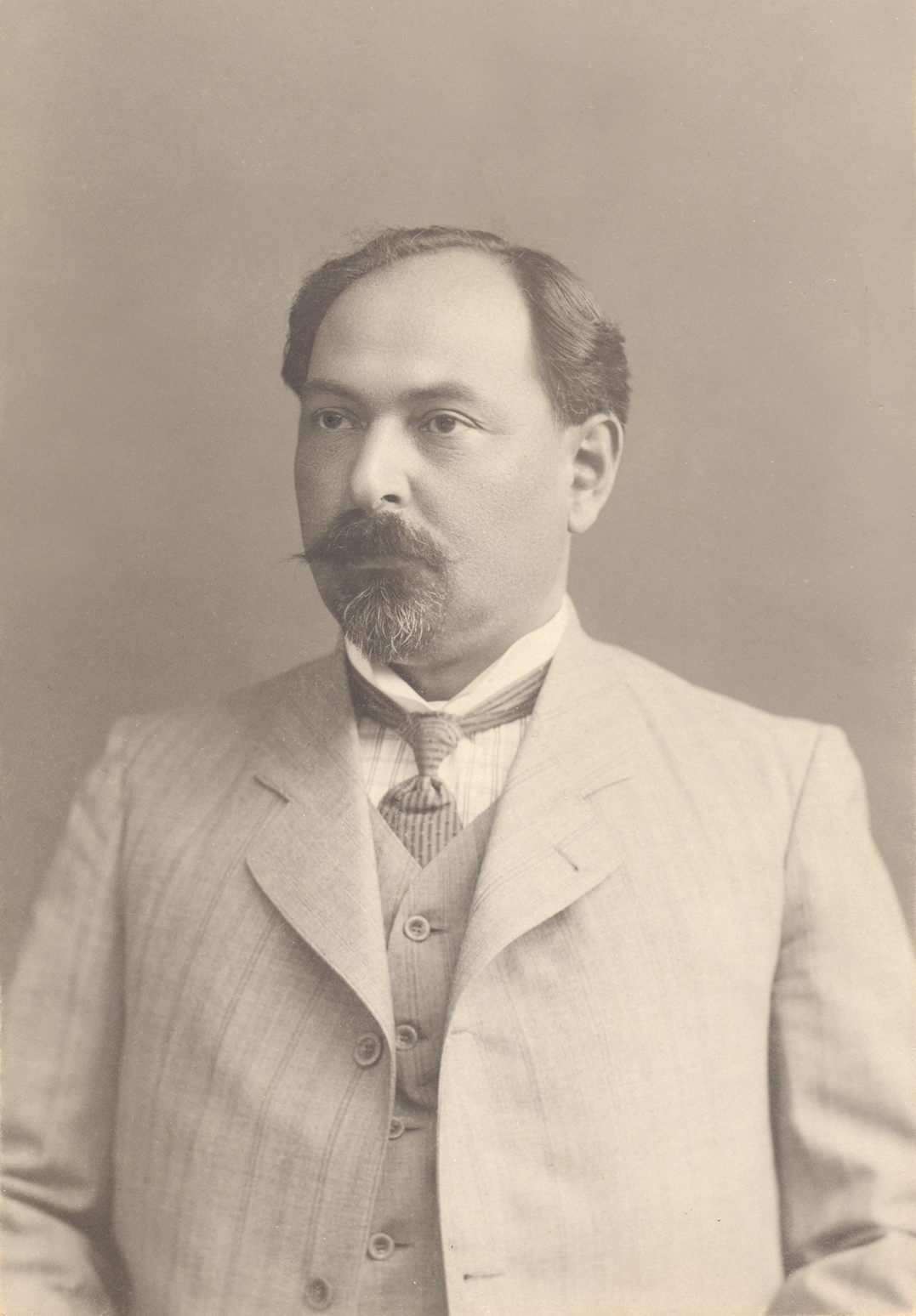
ナリマン・ナリマノフ（アゼルバイジャン革命委員会議長）

やがてアゼルバイジャンとアルメニアの対立は軍事衝突にまで発展したが、このアルメニア・アゼルバイジャン戦争 (Armenian–Azerbaijani war)の際、ボリシェヴィキが支配していたロシア社会主義連邦ソビエト共和国は、アゼルバイジャン軍がカラバフへ出動していた虚を衝いて赤軍をバクーへ侵攻させた（赤軍のアゼルバイジャン侵攻）。そして1920年4月にミュサヴァト党民族主義政権を倒し、ボリシェヴィキによるアゼルバイジャン社会主義ソビエト共和国を成立させた。
この頃のボリシェヴィキには、アゼルバイジャンと同じくアルメニアが共産化されるまでの暫定措置として、ナゴルノ・カラバフとザンゲズルをアゼルバイジャンへ編入することに賛成するアルメニア人党員も多かった。アゼルバイジャン帰属への賛成意見は、アゼルバイジャン革命委員会 (az) 議長であったナリマン・ナリマノフの他にも、アナスタス・ミコヤンやブドゥ・ムディヴァニ、そして赤軍のセルゴ・オルジョニキゼ、ミハイル・レヴァンドフスキーなどの現地活動家に強かった。
その一方で、ボリシェヴィキの党中央委員会では、これら係争地のアゼルバイジャンへの編入に反対する意見が強かった。ロシア共和国外務人民委員 (ru) であったゲオルギー・チチェーリンは、ナゴルノ・カラバフがアルメニア固有の領土であると述べたが、紛争の解決のためには係争地を2国のどちらでもなく赤軍が直轄統治すべきである、と主張した。しかし、別の党幹部であったセルゲイ・キーロフはこれに反対し、領土問題でアゼルバイジャンを冷遇すれば、未だ活発なミュサヴァトの残党を刺激し、ひいては近隣のイランやトルコでのボリシェヴィキへの不信も強まる、と反論している。
一方カラバフでは、未だドラスタマット・カナヤンなどアルメニア人ゲリラの影響は根強く、7月にはザンゲズルの編入を試みた赤軍アゼルバイジャン人部隊がアルメニア人によって撃退されている。この時、カラバフ革命委員会議長であったアサド・カラエフは「喧嘩っ早い者が大勢いる場所でロシア軍人を一人殺して、アルメニア人の仕業ということにして下さい」「ザンゲズルにこの〔アルメニア人の〕畜生どもが二度と足を踏み入れないように、まともな人間と資産は残さないでください」との強硬な書簡を他の革命委員会に対して残している（ザンゲズルは、数年前にアルメニア人ゲリラのアンドラニクによる襲撃を受け、数万人のアゼルバイジャン人が追放された土地でもあった）。
アゼルバイジャン側が係争地の領有権を主張するなか、8月になってアルメニアのダシュナク党民族主義政権とロシアとの間で交渉が持たれた。その結果、アルメニア側はナゴルノ・カラバフ、ザンゲズル、ナヒチェヴァンに赤軍の駐留を認め、これらの地域はロシアとの和平が結ばれた後、アゼルバイジャン側の合意のもとにアルメニアへ帰属するとされた。しかし、その後もアゼルバイジャン共産党はカラバフ西部に住むクルド人の間で政治活動を行うことにより、同地をアゼルバイジャンへ接近させようと試みている。

#### アルメニアの共産化
アゼルバイジャンの共産化から半年余りが経過すると、アルメニアのダシュナク党政権もやはり、ボリシェヴィキによるアルメニア社会主義ソビエト共和国へと取って替えられた。これに際して同年12月1日、ナリマノフはアゼルバイジャン外務人民委員部員であったミルザ・ダヴド・グセイノフとの連名で、次のような宣言を行ったとされる。
この宣言では、アゼルバイジャンによるナゴルノ・カラバフなどの放棄とアルメニアへの編入が認められている。ナゴルノ・カラバフのアルメニア帰属は、ロシア共和国民族問題人民委員であったヨシフ・スターリンも出席する翌1921年6月3日の党中央委カフカース局 (ru) 総会でも確認された。
しかしナリマノフはこれについて、単にナゴルノ・カラバフへ自治権を付与すると宣言したものが歪められて紙面へ掲載されたのだ、と後日主張し、カラバフの喪失はアゼルバイジャンでの反ソ運動を呼び起こす、と主張してアルメニアへの帰属に強硬に反対するようになった。また、アゼルバイジャン共産党中央委も、そのような合意については関知していないと主張した（ただし、ナゴルノ・カラバフのアルメニア帰属は、アゼルバイジャン共産党機関紙『バキンスキー・ラボーチー』によっても幾度も確認されている）。

#### 帰属の決定
事態の複雑化を受け、同年7月4日のカフカース局でナゴルノ・カラバフ帰属決定のための総会が開かれた。そしてこの総会ではオルジョニキゼ、キーロフ、アレクサンドル・ミャスニコフ、ユーリー・フィガトネルによる賛成4票、ナリマノフ、フィリップ・マハラゼ、アマヤク・ナザレチャンによる反対3票の結果、ナゴルノ・カラバフのアルメニアへの帰属が決定された。しかしナリマノフはこれを不服とし、ロシア党中央委で再び問題を審議するよう要求した。そして、先の7人に加えスターリンとマミヤ・オラヘラシュヴィリが出席した翌5日の会議において、前日になされたアルメニア帰属決定は採決のないままに覆された（この逆転決定には、スターリンの意向が強く働いていたとされる）。
この会議ではアルメニアへの帰属にマハラゼとオラヘラシュヴィリが反対し、ナリマノフもアゼルバイジャン人民委員会議の総辞職を盾にして強硬な態度を取った。アルメニア代表としてこの会議に出席したミャスニコフは、ナリマノフが「アルメニアがカラバフを取るならば、もはやアゼルバイジャンは石油を供給しない」と恫喝した、と語っている（ナリマノフは自治権の付与自体にも反対した）。また、マハラゼやオラヘラシュヴィリなどグルジア人の代表がアルメニア帰属へ反対したのは、当時人口の94パーセントをアルメニア人が占めていたナゴルノ・カラバフをアルメニアへ編入することが許されれば、同じく人口の72パーセントをアルメニア人が占めるグルジア南部のアハルカラキもアルメニアのものとされる危険があったためであるという。

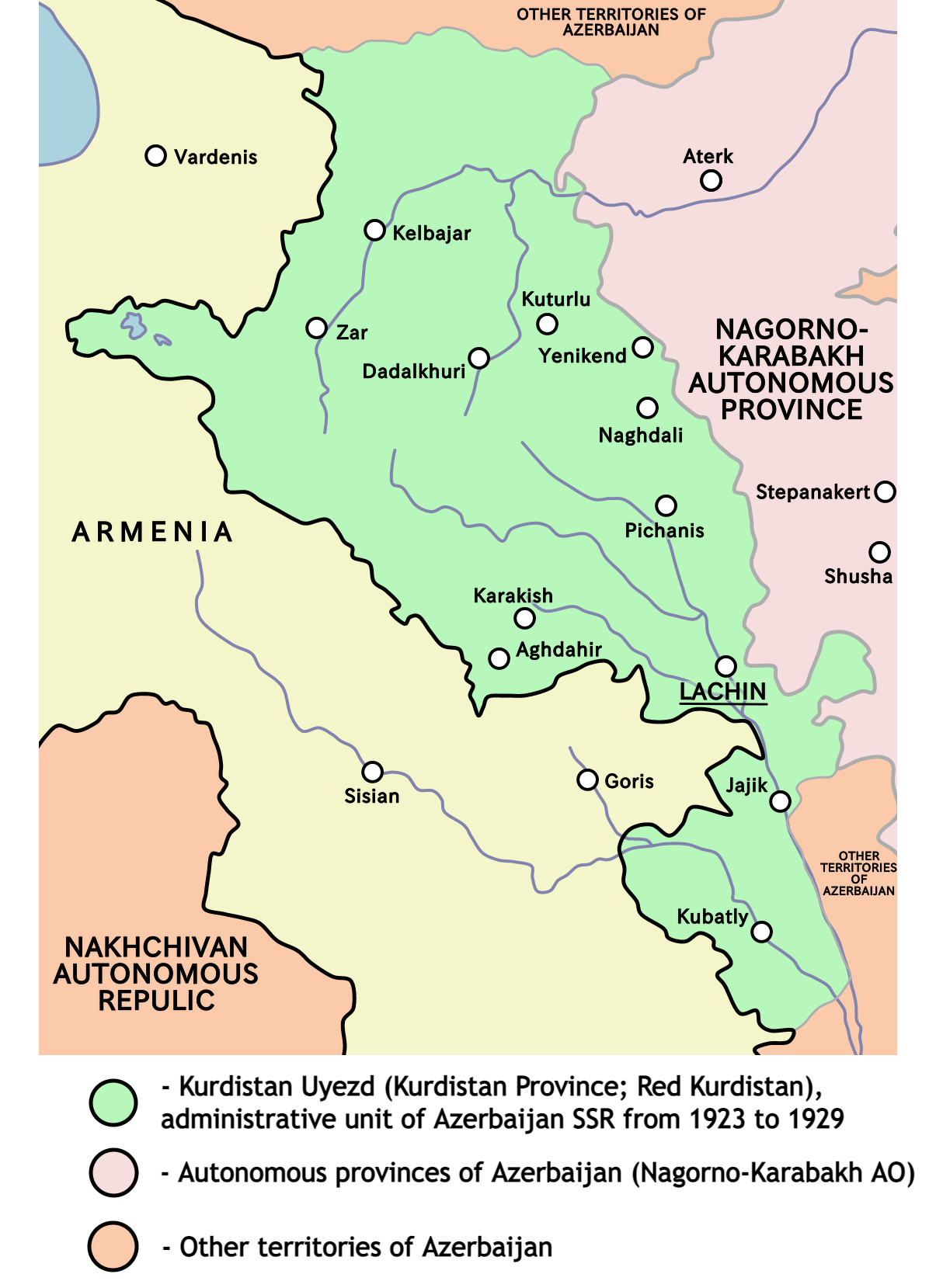
南西から北東へ、ナヒチェヴァン / ザンゲズル（ここのみアルメニア領として残された）/ クルディスタン / ナゴルノ・カラバフ（さらに東側に平地カラバフ）

他方、ナゴルノ・カラバフとともに帰属が争われていた地方については、ザンゲズルは同時期にガレギン・ヌジュデ率いるダシュナクの残党による二月蜂起のために、現地のアゼルバイジャン人は完全に駆逐されており、ナヒチェヴァンは3月にロシアとトルコ大国民議会政府の間で締結されたモスクワ条約によって、アゼルバイジャンに統治されることが取り決められていた。このような帰属分けは、ボリシェヴィキによる分割統治の表れであると指摘される。その後、カラバフはアルメニア人への自治権が認められたナゴルノ・カラバフと、単純にアゼルバイジャンの一部としての平地カラバフ、そしてクルド人が多く住む西部のクルディスタン郡へと分割された。
1923年7月7日、アゼルバイジャン共和国中執委は最高幹部会名でナゴルノ・カラバフ自治州の創設を布告した。自治州の主都は当初定められていたシュシャからハンケンディへと移転され、さらにハンケンディはアルメニア人ボリシェヴィキのステパン・シャウミャンに因んで「ステパナケルト」と改称された。1924年11月26日に基本法典がアルメニア語、アゼルバイジャン語、ロシア語で発布され、ナゴルノ・カラバフ自治州は行政体として完成した。

### 解体史

#### 争乱の始まり
ナゴルノ・カラバフがアゼルバイジャンへ帰属した後も、アルメニア人たちはソビエト連邦の政局が変化する度、ナゴルノ・カラバフをアルメニアへ編入するようモスクワへ訴え続けた。しかし、ソ連国外においてはナゴルノ・カラバフをめぐる運動はほとんど知られていなかった。だが、1985年にミハイル・ゴルバチョフが連邦共産党書記長に就任し、ペレストロイカなどの自由化政策が開始されると、現地のみならずロシアでも、物理学者のアンドレイ・サハロフなどの著名人がナゴルノ・カラバフのアルメニア編入を支持するようになった。さらにはソ連国外でもアメリカやフランスを始めとする各国のアルメニア人ディアスポラがナゴルノ・カラバフ編入を支持するデモを行った。
ナゴルノ・カラバフのアルメニア人もこれに勢いを得て、1988年2月20日、ついに自治州ソビエトも公然とナゴルノ・カラバフのアルメニア編入を訴えるようになった。同日にアルメニアとの合同を求める住民のデモがステパナケルトで発生し、参加者は当時のソ連において空前の数である10万人を超えた。アルメニア本国でも30万人がこれに呼応し、エレヴァンでデモを行ったが、ソ連のメディアはこれを報じなかった。これと時を同じくして、ステパナケルトでアゼルバイジャン人の女学生たちが強姦されたとの噂が流れ、これに起因して22日にアスケランで発生した民族衝突により、2人のアゼルバイジャン人が殺害されるに至った (en)。この事件の影響から、アゼルバイジャン東部のスムガイトでアゼルバイジャン人がアルメニア人を襲撃し、30人以上の死者が発生した（スムガイト事件）。以降、アゼルバイジャンとアルメニアの両国各地で民族衝突が続発するようになり、これはソビエト連邦の崩壊後もナゴルノ・カラバフ戦争として継続してゆく。

#### 帰属争い

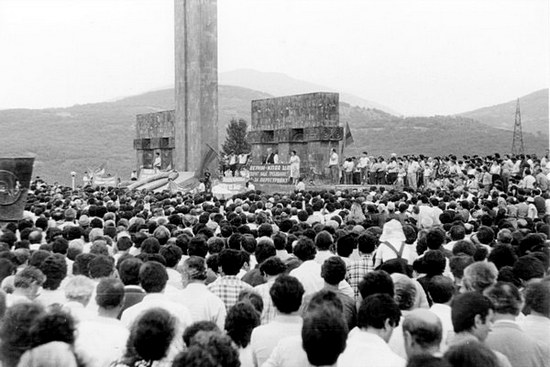
ステパナケルトで行われたナゴルノ・カラバフの帰属変更要求デモ（1988年2月）

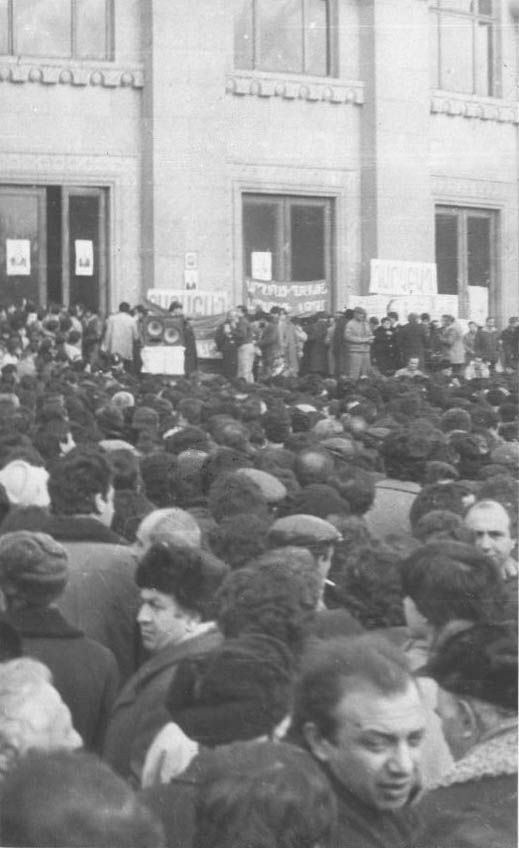
エレヴァンで行われた帰属変更要求デモ（1988年夏）

アルメニア人によるナゴルノ・カラバフ編入要求が高まるなか、2月24日には親アゼルバイジャン派として知られていた共産党自治州委員会第一書記のボリス・ケヴォルコフ (ru) が解任され、後任に自治州のアルメニア編入賛成派であるゲンリフ・ポゴシャン (en) が就任した。アルメニア共産党第一書記のカレン・デミルチャンもナゴルノ・カラバフのアルメニア編入支持を公言するようになり、アルメニア指導部は3月19日、帰属問題を国際司法裁判所へ提訴すると決定した。しかし、同月23日に連邦最高会議幹部会はアルメニア人の要求を却下し、5月21日にはデミルチャンとキャムラン・バギロフの両国共産党第一書記が更迭された。同月には自治州を自治共和国へ昇格させようとする試みも行き詰まった。
ここに至って6月15日、アルメニア最高会議 (hy) はナゴルノ・カラバフを自国へ帰属させる決議を一方的に通過させた。2日後にアゼルバイジャン最高会議 (ru) はナゴルノ・カラバフの移管を否認する対抗決議を通過させた。すると7月12日に自治州政府はまたもアゼルバイジャンからの一方的な離脱を宣言し、州名を「アルツァフ・アルメニア人自治州」へ改称すると決定した。そしてアゼルバイジャン最高会議も即日、この決定を無効であると決定した。「法の戦争」と呼ばれたこの争いにゴルバチョフは怒りを表し、翌18日の連邦最高会議幹部会ではアルメニア側の主張をすべて退ける決定が下された。その後、中央から派遣された全権のアルカジー・ヴォリスキーが現地で積極的に調停を行ったことにより、情勢は小康状態となった。
しかし、死者を伴う衝突はその後も続き、9月にはステパナケルトからアゼルバイジャン人が、シュシャからアルメニア人がそれぞれ追放された。モスクワは同月21日、ステパナケルトとアグダム地区に非常事態宣言と夜間外出禁止令を発し、内務省軍と正規軍が現地へ投入された。11月25日には党自治州委員会がアゼルバイジャン共産党からの離脱と中央直轄の要請を決議し、公然とアゼルバイジャンからの離反を宣言した。
翌1989年1月12日、連邦最高会議幹部会は ヴォリスキーを長としてその他4人のロシア人と2人のアルメニア人、1人のアゼルバイジャン人による「特別管理委員会」(hy) を自治州に設置。これにより自治州はアゼルバイジャンの統治下からモスクワの直轄へと移されたが、同時に最高会議幹部会は、自治州が法的にはアゼルバイジャン領であり続けるとの声明を発表している。
しかし、7月には自治州外シャウミャノフスク地区で、アルメニア人の要求により党地区委員会が地区の自治州への編入を決議。アゼルバイジャン側はこれを否認したが、8月16日には自治州のアルメニア人会議がまたしてもアゼルバイジャンからの離脱宣言を発した。アゼルバイジャン側はこれについても無効決定をし、秋にはさらにアゼルバイジャン側がカラバフの鉄道を封鎖して資源の供給を遮断した。特別管理委員会への幻滅から、8月16日に自治州のアルメニア人指導層は78人体制の「民族評議会」(hy) を設置。アゼルバイジャン最高会議幹部会はこれを違法としたが、民族評議会は以降も自治州の実質的権力機関となっていった。
事態が悪化の一途をたどるなか、11月28日に連邦最高会議は「ナゴルノ・カラバフ自治州の状況安定化について」の決定を採択し、アゼルバイジャンに対して自治州の待遇是正を求めるとともに、自治州をモスクワからアゼルバイジャンの統治下へ戻すことを決議した。しかし、自治州とアルメニアからの代表はこの決定をボイコットした。翌29日、党自治州委員会は党組織のアルメニア共産党への編入要請を決議。さらに12月1日には、アルメニア最高会議と自治州民族評議会がまたも自治州のアルメニア編入を決議し、民族評議会が自治州外シャウミャノフスク地区およびハンラル地区ゲタシェンのアルメニア人利益も代表することを謳った。6日にアゼルバイジャン最高会議幹部会はこれを否決したが、翌1990年1月9日にはアルメニア最高会議が自治州の編入決議を繰り返した。そして、1月10日にゴルバチョフはこれを否認した。

#### ソ連崩壊
その後、5月頃にはゴスプランにも変化が生じたため、アゼルバイジャン側はこれを利用して自治州の経済を完全に掌握することに成功した。一方で5月のアルメニア最高会議選挙が自治州にも選挙区を置いた反面、9月のアゼルバイジャン最高会議選挙は自治州での実施が不可能となっていた。2国内ではアゼルバイジャン人民戦線やアルメニア全国民運動などの民族主義政党が力を伸ばし、衝突は激しさを増していった。1991年夏にモスクワで発生した保守派クーデターも失敗に終わると、その直後の8月30日にアゼルバイジャン共和国が、9月21日にアルメニア共和国が、相次いでソ連からの独立を宣言した。

「ナゴルノ・カラバフ共和国」国旗

アルメニア人たちは、今や独立国家と化したアゼルバイジャンに対し領土主張を行うことで国際的な非難を受けることを恐れた。そこで、自治州ソビエトはシャウミャノフスク地区ソビエトと合同し、アゼルバイジャン独立から3日後の9月2日、歴史家のアルトゥール・ムクルトチャン（Արթուր Մկրտչյան）を初代国家元首となる最高会議議長に選出し、「ナゴルノ・カラバフ共和国」として独立することを宣言した。一方、新生アゼルバイジャン共和国の最高会議はこれに対し、ナゴルノ・カラバフにおける自治制度を廃止するとともに行政区画を解体し、ステパナケルトもかつての名称であった「ハンケンディ」へ戻すことなどを定めた「ナゴルノ・カラバフ自治州廃止法」を11月26日に決議した。
しかし、ナゴルノ・カラバフでは12月10日、独立の是非を問う住民投票が国際監視員の立会いのもと（しかし、アゼルバイジャン人の関与しない形で）実施され、総投票数10万8736票（投票率にして82.5パーセント）のうち、賛成10万8615票、反対24票で独立宣言は受け入れられた。

## 社会
- 総人口
- アルメニア人
- アゼルバイジャン人
- ロシア人

| 内容                                | 内容                                | 自治州 | アゼルバイジャン全体 | アルメニア | ソ連全体 |
| ----------------------------------- | ----------------------------------- | ------ | -------------------- | ---------- | -------- |
| 人 口 1 万 人 比                    | 病院のベッド数                      | 101.7  | 97.7                 | 86.2       | 130.1    |
| 人 口 1 万 人 比                    | 医師数                              | 29.1   | 38.4                 | 38.6       | 42.7     |
| 人 口 1 万 人 比                    | 中等医業者数                        | 122.7  | 93.5                 | 93.5       | 114.7    |
| 人 口 1 万 人 比                    | 公共図書館数                        | 13     | 6                    | 4.1        | 4.8      |
| 人 口 1 万 人 比                    | クラブ数                            | 15     | 5                    | 3.8        | 4.8      |
| 人 口 1 万 人 比                    | 映画館数                            | 11.2   | 3                    | 2.9        | 5.4      |
| 就学前に教育を 受ける児童の割合 (%) | 就学前に教育を 受ける児童の割合 (%) | 35     | 20                   | 39         | 57       |
| 住民1人当たりの 居住面積 (m²)       | 住民1人当たりの 居住面積 (m²)       | 14.6   | 10.9                 | 13.7       | 14.3     |

### アルメニア人の主張
アルメニア人の側は、自治州においては常にアルメニア人の権利が侵害され続けてきたと主張する。まず、アゼルバイジャン政府は自治州にアゼルバイジャン人を移住させることにより、アルメニア人勢力の縮小を図ったという（実際に、自治州のアゼルバイジャン人は1980年代までに3倍に増加し、アルメニア人の割合は1923年の94.4パーセントから1979年には75.9パーセントに低下している）。
学校ではアルメニア史の授業は禁止され、アルメニア語の教材も制限されたという。さらに、自治州各地に数世紀前から残る教会建築の数々も、アゼルバイジャン人によって爆破され、銃撃され、石材として転用され、当局はその修復作業も行わなかったとされる。また、アゼルバイジャン人がアルメニア人を殺しても捜査や裁判はまともに行われず、あるいは「ナショナリズムを煽らないよう」アルメニア人が犯人であるかのように報道されたという。
工場や企業なども、自治州外の遠く離れた地域の管轄に置かれたために生産計画が破壊され、自治州の工業生産は人口当たりでも常にアゼルバイジャン全土で最低であったという。このような管理形態は、ナゴルノ・カラバフの経済を破壊しアルメニア人を国外逃亡させることを目的としていた、と主張される。また、1980年から1986年の間にアゼルバイジャン全体の主要生産予算は43パーセント増加したが、同時期に自治州のそれは17パーセント減少したとされる。加えて、農産物などの供出割り当ても、農業地帯として知られるナヒチェヴァン自治共和国よりも多く、1986年の時点で人口一人当たりの家畜の供出割り当てはナヒチェヴァンの4.6倍であったという。
自治州の住居は、1980年代末の近代的な村でも、その27.2パーセントが第二次世界大戦以前に建てられたままであり、さらにそのうち36.5パーセントは十月革命以前からのものであったという。また、シュシャは1920年にアゼルバイジャン民主共和国軍によるアルメニア人の虐殺（シュシャ虐殺）があって以来ゴーストタウンと化しており、その再建は1961年になるまで行われなかった。
自治州内での都市と地方を結ぶ舗装道路も、自治州とアルメニア本国までの僅かな距離を結ぶ舗装道路も敷かれることはなかった（設立当初の自治州はラチン回廊も領域としていたが、1930年代に回廊が自治州から除かれたため、以降アルメニア本国とは完全に隔たれた状態となった）。鉄道路線は、ステパナケルト＝アグダム間の18キロメートルのみに敷かれていた。1988年に中央から現地を訪れたグリゴリー・ハルチェンコは、「道路はさながら核戦争の後のようで」、水道も非衛生的であったと語っている。

### アゼルバイジャン人の主張
一方アゼルバイジャン人の側は、自治州でアルメニア人が圧迫されていた事実はなく、むしろ差別を受けていたのはアゼルバイジャン人の方であると主張する。そもそもアゼルバイジャン自体がソ連の中でも最貧国であり、そのような状況下でも自治州のアルメニア人は本国よりも恵まれた暮らしを送っていた、とするデータが公式統計にも表れている。ヴォリスキーも、1989年に自治州に割り当てられた9600万ルーブルの予算のうち、アゼルバイジャン人地区への割り当ては400万ルーブルのみであったと語っている。また、アゼルバイジャン側は自治州で密かにマリファナが栽培されていたとも主張する。
1988年から翌年までに自治州では136校の中等学校がアルメニア語で授業を行っており、民族間学校の数は13校であったという。また、小さなアルメニア人集落にも文化施設「文化の家」が置かれる一方、それよりも大きなアゼルバイジャン人の村には文化の家は置かれなかったという。人口1000人比での機械化車両数も、アゼルバイジャン全体で17.5台であったところ、自治州では26.3台であったとされる。
これに加え、1988年3月にアルメニア人の社会経済学者であるチグラン・ハチャトゥロフらが行った社会調査においても、自治州の医療体制や教育施設の状況は、アゼルバイジャン全体やアルメニア本国のみならず、ソ連全体でみても良好な部分があったとの結果が得られている（表参照）。

## 産業
| 小麦 (t)       | 4.49万 |                        | 木綿織 (km) | 794.0              |         | 羊毛 (t) | 612 |
| ジャガイモ (t) | 9900   | 生糸 (t)               | 109         | 木材 (m³)          | 3400    |          |     |
| 野菜 (t)       | 1.10万 | 絹糸 (t)               | 128         | 大理石板 (m²)      | 9.30万  |          |     |
| 果物 (t)       | 5400   | 絹織物 (km)            | 14.9        | 建材石灰 (t)       | 9000    |          |     |
| 葡萄 (t)       | 9.31万 | 動物油脂 (t)           | 935         | 照明器具端子（個） | 107.4万 |          |     |
| タバコ葉 (t)   | 300    | チーズ (t)             | 909         | 革靴（足）         | 450.2万 |          |     |
| 食肉 (t)       | 1.12万 | ワイン (kL) （1985年） | 1.211万     | 家具 (₽)           | 538.6万 |          |     |
| 畜乳 (t)       | 5.60万 | ワイン (kL) （1985年） | 1.211万     | 毎時発電量 (GWh)   | 57.8    |          |     |
| 卵（個）       | 318万  | コニャック (kL)        | 577         |                    |         |          |     |

1989年の時点で、自治州の人口がアゼルバイジャン全体の2.6パーセントを占めるところ、その農業生産額はアゼルバイジャン全体の3パーセント、工業生産額は1.8パーセントを占めていた。また、1975年の産業別労働人口は、42.5パーセントが農業、21.3パーセントが製造建築、20.2パーセントが学術医療分野となっている。自治州の経済構造は第二次産業に乏しく、自治州外アゼルバイジャンへ強く依存していたと指摘される。
自治州の工業生産は、1986年の時点で人口当たり1370ルーブルと、ソ連全体での平均の4分の1を下回っている。工業企業はステパナケルトに集中しており、1987年度の生産額は1億7330万ルーブルと、州全域での工業生産の70パーセントを担っていた。
他方、畜産では食肉の生産量が人口当たり67キログラム（アゼルバイジャン全体では27キロ）、畜乳が320キロ（アゼルバイジャン全体では155キロ）と盛んであったが、食肉は67パーセント、畜乳は57パーセントが自治州外への輸出へ回されており、州内での消費量は多くなかった。家畜のなかでも特に羊や山羊、家禽が広く飼育されており、1987年には27万5000頭の羊と山羊、そして26万4000羽の鳥が養われていた。これに加え、養蚕も重要な産業の一つであった。
主要産業である農業は、なかでも穀物と飼料作物の栽培が盛んであり、両者は1985年には663平方キロメートルの作付面積をほぼ二分していた。また、ナゴルノ・カラバフの低地部、山麓部では数世紀に渡って果物栽培が続けられており、自治州の経済においても果物、とりわけ葡萄の栽培は重要な位置を保っていた。1986年には、178平方キロの作付面積から9万3100トンの葡萄が生産されている。

## 地理・行政

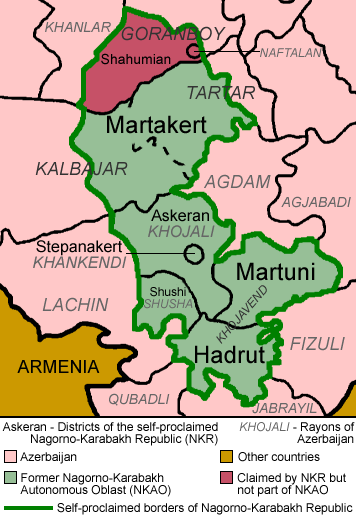
緑地に濃い黒で書かれたものが自治州の行政区画

1989年の時点で、自治州の面積は4388平方キロメートルであり、アゼルバイジャン全体に占める割合は5パーセントである。1977年には、行政区画は独立市のステパナケルトに加えて5つの地区に分けられ、さらに下位には1市、7町と215の村落があった。集落ソビエト数の総計は6、村ソビエト数の総計は73である。
1987年の調査によれば、48のコルホーズと27のソフホーズが編制されており、都市人口は全体の42パーセントである。住民のうち86パーセントが標高500メートル以上に住み、さらにそのうち4パーセントが1000メートル以上の山地に暮らしていた。また、人口密度は1平方メートル当たり30人から10人の間で、北部から南部へ下るほど低くなっていた。
| 地区 （1930年8月 から設置） | 市             | 町 （都市型集落）       | 村落数 | 備考                                               |
| --------------------------- | -------------- | ----------------------- | ------ | -------------------------------------------------- |
|                             | ステパナケルト |                         |        |                                                    |
| アスケラン地区              |                | アスケラン （労働集落） | 52     | 1978年5月に「ステパナケルト地区」から改称          |
| ガドルト地区                |                | ガドルト                | 38     | 1937年9月に「ディザク地区」から改称                |
| シュシャ地区                | シュシャ       |                         | 30     | 1963年1月から1965年6月までステパナケルト地区へ併合 |
| マルダケルト地区            |                | マタギス                | 57     | 1937年9月に「ジェラベルト地区」から改称            |
| マルダケルト地区            | マルダケルト   |                         | 57     | 1937年9月に「ジェラベルト地区」から改称            |
| マルダケルト地区            | レニナヴァン   |                         | 57     | 1937年9月に「ジェラベルト地区」から改称            |
| マルトゥニ地区              |                | クラスヌィー・バザール  | 38     |                                                    |
| マルトゥニ地区              | マルトゥニ     |                         | 38     |                                                    |

### 書籍
- 佐藤信夫『ナゴルノ・カラバフ - ソ連邦の民族問題とアルメニア』泰流社、1989年（原著1988年）。ISBN 978-4884706975。
- 塩川伸明 著「ペレストロイカと民族紛争 - ナゴルノ＝カラバフ紛争の事例」、松戸清裕ほか 編『越境する革命と民族』 ロシア革命とソ連の世紀 5、岩波書店、2017年、237-262頁。ISBN 978-4000282703。
- 高橋淸治『民族の問題とペレストロイカ』平凡社、1990年。ISBN 978-4582447057。
- 中島偉晴『閃光のアルメニア - ナゴルノ・カラバフはどこへ』J.P.P. 神保出版会、1990年。ISBN 978-4915757037。
- 中島偉晴『コーカサスと黒海の資源・民族・紛争』明石書店、2014年。ISBN 978-4750341026。
- Altstadt, Audrey L. (1992). The Azerbaijani Turks: Power and Identity Under Russian Rule. Hoover Institution Press Publication 410. Stanford, California: Hoover Press. ISBN 978-0817991821
- de Waal, Thomas (2003) (PDF). Black Garden: Armenia and Azerbaijan Through Peace and War. New York and London: New York University Press. ISBN 978-0814719459
- Гасанлы Дж. П. Внешняя политика Азербайджана в годы советской власти (1920-1939) = Sovet dövründə Azərbaycanın xarici siyasəti (1920-1939) / пер. с азерб. И. Н. Рзаева. — М.: ФЛИНТА: Наука, 2013. — Т. II в 3 томах. — 720 с. — (История дипломатии Азербайджанской Республики). — 2,000 экз. — ISBN 978-5-02-037893-3.
- Мельников С. А., Ибрагимов Ч. Г. Азербайджанская ССР. Административно-территориальное деление на 1 января 1977 года / ред. А. М. Исаев, Б. А. Будагов, Г. А. Гейбуллаев. — 4-е изд. — Б.: Азернешр, 1979. — 215 с.

### 雑誌
- 北川誠一「アルメニア・アゼルバイジャン民族間紛争 - ナゴルノ・カラバフとバクー」『海外事情』第36巻第7・8号、拓殖大学海外事情研究所、1988年8月、61-74頁、ISSN 04530950、NAID 40000355463。
- 北川誠一「ナゴルノ・カラバグ帰属決定交渉」『海外事情』第37巻第4号、拓殖大学海外事情研究所、1989年4月、64-79頁、ISSN 04530950、NAID 40000355557。
- Baguirov, Adil (Winter 2008). “Nagorno-Karabakh: basis and reality of Soviet-era legal and economic claims used to justify the Armenia-Azerbaijan war”. Caucasian Review of International Affairs (Frankfurt am Main: CRIA) 2 (1):  11-24. ISSN 1865-6773. OCLC 859431360.
- Валесян Л. А., Мурадян Ю. А. (1989). О некоторых итогах и проблемах экономического развития Нагорного Карабаха (PDF).  Լրաբեր Հասարակական Գիտությունների (ամսագիր). エレヴァン: アルメニア共和国国立科学アカデミー (5): 3–18. ISSN 0320-8117。
- Ходжабекян В. Е. (1991). Проблемы социально-экономического и демографического развития НКАО (PDF).  Լրաբեր Հասարակական Գիտությունների (ամսագիր). エレヴァン: アルメニア共和国国立科学アカデミー (1): 20–31. ISSN 0320-8117。

### 報告書
- 吉村貴之 著「アルメニア再独立期に見るアルメニア本国と在外社会との関係 - ナゴルノ・カラバフ問題を手がかりに」、岡奈津子編 編『移住と「帰郷」 - 離散民族と故地』（PDF）（レポート）日本貿易振興機構 アジア経済研究所〈研究調査報告書 地域研究センター2007-IV-11〉、2008年、45-61頁。 NCID BA85362502。
- Административно-территориальное деление (PDF) (Report). Управление Делами Президента Азербайджанской Республики Президентская Библиотека.

### インターウィキリンク
- ウィキメディア・コモンズには、ナゴルノ・カラバフ自治州に関するカテゴリがあります。
- アゼルバイジャン語版ウィキソースに本記事に関連した原文があります：Kateqoriya:Dağlıq Qarabağ Muxtar Vilayəti